# Хокей на зимових Олімпійських іграх 2014

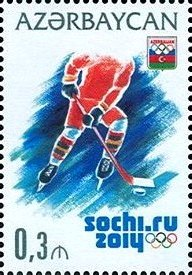
Хокей на поштовій марці Азербайджану 2014 року, присвяченій зимовим Олімпійським іграм 2014

Змагання з хокею із шайбою на зимових Олімпійських іграх 2014 в Сочі пройшли з 8 по 23 лютого в льодовому палаці «Большой» і на льодовій арені «Шайба». 12 чоловічих і 8 жіночих команд розіграли два комплекти нагород в чоловічому та жіночому турнірах відповідно. На відміну від олімпійського хокейного турніру 2010, розміри хокейного майданчика (60 × 30 м) передбачені за стандартами Міжнародної федерації хокею з шайбою, а не за стандартами Національної хокейної ліги.

## Розклад
| Г | Груповий етап | ¼ | Чвертьфінали | ½ | Півфінали | 3 | Матч за 3-є місце | Ф | Фінал |

| Турнір ↓/Число → | Сб 08 | НД 09 | Пн 10 | Вт 11 | Ср 12 | Чт 13 | Пт 14 | Сб 15 | НД 16 | Пн 17 | Вт 18 | Ср 19 | Чт 20 | Пт 21 | Сб 22 | НД 23 |
| ---------------- | ----- | ----- | ----- | ----- | ----- | ----- | ----- | ----- | ----- | ----- | ----- | ----- | ----- | ----- | ----- | ----- |
| Чоловіки         |       |       |       |       | Г     | Г     | Г     | Г     | Г     |       |       | ¼     |       | ½     | 3     | Ф     |
| Жінки            | Г     | Г     | Г     | Г     | Г     | Г     |       | ¼     |       | ½     |       |       | Ф/3   |       |       |       |

## Медальний залік
| Місце | Країна    | Золото | Срібло | Бронза | Загалом |
| ----- | --------- | ------ | ------ | ------ | ------- |
| 1     | Канада    | 2      | 0      | 0      | 2       |
| 2     | Швеція    | 0      | 1      | 0      | 1       |
| 2     | США       | 0      | 1      | 0      | 1       |
| 3     | Фінляндія | 0      | 0      | 1      | 1       |
| 3     | Швейцарія | 0      | 0      | 1      | 1       |
| Разом | Разом     | 2      | 2      | 2      | 6       |

## Чоловіки

### Команди
| Група A                               | Група B                                   | Група C                               |
| ------------------------------------- | ----------------------------------------- | ------------------------------------- |
| - Росія - Словаччина - США - Словенія | - Фінляндія - Канада - Норвегія - Австрія | - Чехія - Швеція - Швейцарія - Латвія |

## Жінки

### Команди
| Група A                                | Група B                               |
| -------------------------------------- | ------------------------------------- |
| - Канада - Фінляндія - Швейцарія - США | - Росія - Швеція - Німеччина - Японія |